# Aivaras Stepukonis
Aivaras Stepukonis, né en 1972 à Kaunas, est un chanteur lituanien.
Il a représenté la Lituanie au concours Eurovision de la chanson 2002 avec la chanson Happy You.

## Biographie
Aivaras Stepukonis a étudié la philologie et la théologie à l'Université franciscaine de Steubenville dans l'Ohio de 1992 à 1994, et a poursuivi ses études au Liechtenstein à l'Académie internationale de philosophie de 1995 à 1998. Il a terminé ses études à l'Institut d'études culturelles, philosophiques et artistiques de Vilnius à partir de 2002, où il a obtenu son doctorat en philosophie en 2005. Il lance sa carrière musicale en 2001, lorsqu'il signe un contrat de cinq ans avec le label de disques Cool Production.
Le 14 février 2002, il participe à la sélection lituanienne pour l'Eurovision en chantant son premier single Happy You. Bien qu'il se soit d'abord classé deuxième, il s'est avéré que la chanson gagnante, We All de B'Avarija, avait été commercialisée sous le titre Mes čia avant le 1er septembre 2001, ce qui était contraire au règlement du concours ; B'Avarija a donc été disqualifié, faisant d'Aivaras le représentant lituanien à toutes fins utiles. Au Concours Eurovision de la chanson 2002, qui s'est tenu le 25 mai suivant à Tallinn, il se classe 23e sur 24 participants avec un total de 12 points.

## Discographie

### Albums
- 2002 : Aivaras
- 2005 : Myliu arba tyliu
- 2010 : Sage and Fool

### Singles
- 2002 : Happy You
- 2005 : Same Difference